# 与爱同行 (歌曲)
《与爱同行》是一首歌曲，發佈於2022年9月。由万玉作詞，颜辉作曲，黄穌編曲，刘畅演唱。歌曲致敬在2019冠状病毒病疫情中深处一线的抗击疫情工作者。
1. ↑  . 海南南海网.   [2022-09-07]. （原始内容存档于2022-09-07）.